# ایسی‌کلا
ایسی‌کلا، روستایی از توابع بخش رودبست شهرستان بابلسر در استان مازندران ایران است.

## جمعیت
این روستا در دهستان پازوار قرار داشته و براساس آخرین سرشماری مرکز آمار ایران که در سال 1395 صورت گرفته، جمعیت آن 877 نفر (225 خانوار) بوده‌است.روستای ایسی کلا مرکز دهستان پازوار می باشد